# 켈리 피클러
켈리 피클러(Kellie Pickler, 1986년 6월 28일 ~ )는 미국의 싱어송라이터이다. 아메리칸 아이돌 시즌5에서 6위를 하였다.